# Охота (річка)
Охота — річка в Хабаровському краю.
Довжина річки становить 393 кілометри, площа басейну 19 100 км². Витік Охоти знаходиться на хребті Сунтар-Хаята (Становий хребет), далі річка тече на південь в широкій долині між Юдомським та Кухтуйським хребтами, а після впадає в Охотське море. За 32 км від гирла Охоти є притока, що впадає в річку Хайбас.
Живлення річки снігове та дощове. Середні витрати води приблизно 200 м³/сек. Льодостав зазвичай починається в кінці жовтня — початку листопада.
Річку використовують для сплаву лісу, а в низинах річка судноплавна.
У гирла Охоти розташований перший в історії Росії населений пункт на березі Тихого океану — Охотськ.